# Metopoceras beata
Metopoceras beata là một loài bướm đêm trong họ Noctuidae.